# Мото Гран-Прі Сан Марино
Мо́то Гран-Прі Сан Мари́но (італ. Gran Premio motociclistico di San Marino) — етап змагань чемпіонату світу із шосейно-кільцевих мотогонок MotoGP. Вперше у календарі Гран-Прі з'явилось у 1981, після чого декілька разів виключалося та включалося знову. Остаточно повернулося у 2007 році, відтоді відбувається щороку на автомототреці «Мізано».

## Історія
Вперше Гран-Прі Сан Марино з'явилось у календарі чемпіонату світу MotoGP у 1981 році. Перша гонка у класі 500сс складалася з 40 кіл, оскільки довжина треку становить всього 3448 метрів, і вона була закручена проти годинникової стрілки. Технічно складний трек з зонами дуже жорсткого гальмування і парою швидкісних прямих завжди був ареною близьких баталій, деякі з яких ставали фатальними для великих пілотів.
З 1981 по 1993 роки відбулося 9 етапів Гран-Прі Сан Марино, але потім на 13 років змагання покинули серію через жахливу аварію за участю Вейна Рейні, в якій американець отримав серйозні травми.
Розслідування того інциденту виявило, що сам трек, поребрики і захисні бар'єри просто не були призначені для мотогонок, а лише для автомобільних змагань. Рейні, який виграв чотири титули поспіль до 1993 року, очолював серію і готувався стати 5-ти разовим чемпіоном світу. Але швидкісний лоу-сайд в одному з поворотів поклав край його блискучій кар'єрі: каліфорнієць зламав спину, злетівши з мотоцикла і пролетівши всю зону безпеки до огорож. Трек після цього інциденту був визнаний небезпечним і невідповідним вимогам FIM.
Лише в 2007 році етап знову повернувся в календар MotoGP, повністю оновлений, розширений і подовжений до 4180 м. Крім повної зміни полотна, власники автодрому прийняли рішення розвернути трасу у зворотний бік. Відтоді Гран-Прі Сан-Марино стартує за годинниковою стрілкою, з першим поворотом праворуч.
У 2010 році під час гонки в класі Moto2 в Мізано загинув японський мотогонщик Шоя Томізава, який втратив контроль над мотоциклом, вийшовши на швидкісну зворотну пряму, але наїхав заднім колесом на штучну траву. Томізава потрапив під колеса їхавшим слідом за ним Скоту Реддінгу і Алексу де Анжелісу. За іронією долі, в день загибелі Шої виповнилося рівно 17 років з дня, коли невиліковну травму спини тут же отримав Рейні.

## Статистика

### Список переможців Гран-Прі Сан Марино
| Сезон | Траса    | Moto3           | Moto3    | Moto2               | Moto2    | MotoGP          | MotoGP   | Звіт |
| Сезон | Траса    | Гонщик          | Виробник | Гонщик              | Виробник | Гонщик          | Виробник | Звіт |
| ----- | -------- | --------------- | -------- | ------------------- | -------- | --------------- | -------- | ---- |
| 2016  | Мізано   | Бред Біндер     | KTM      | Лоренцо Балдассаррі | Kalex    | Дані Педроса    | Honda    | Звіт |
| 2015  | Мізано   | Енеа Бастіаніні | Honda    | Йоан Зарко          | Kalex    | Марк Маркес     | Honda    | Звіт |
| 2014  | Мізано   | Алекс Рінс      | KTM      | Естів Рабат         | Kalex    | Валентіно Россі | Yamaha   | Звіт |
| 2013  | Мізано   | Алекс Рінс      | KTM      | Пол Еспаргаро       | Kalex    | Хорхе Лоренсо   | Yamaha   | Звіт |
| 2012  | Мізано   | Сандро Кортезі  | KTM      | Марк Маркес         | Suter    | Хорхе Лоренсо   | Yamaha   | Звіт |
| Сезон | Траса    | 125cc           | 125cc    | Moto2               | Moto2    | MotoGP          | MotoGP   | Звіт |
| Сезон | Траса    | Гонщик          | Виробник | Гонщик              | Виробник | Гонщик          | Виробник | Звіт |
| 2011  | Мізано   | Ніко Тероль     | Aprilia  | Марк Маркес         | Suter    | Хорхе Лоренсо   | Yamaha   | Звіт |
| 2010  | Мізано   | Марк Маркес     | Derbi    | Тоні Еліас          | Moriwaki | Дані Педроса    | Honda    | Звіт |
| Сезон | Траса    | 125cc           | 125cc    | 250cc               | 250cc    | MotoGP          | MotoGP   | Звіт |
| Сезон | Траса    | Гонщик          | Виробник | Гонщик              | Виробник | Гонщик          | Виробник | Звіт |
| 2009  | Мізано   | Хуліан Сімон    | Aprilia  | Ектор Барбера       | Honda    | Валентіно Россі | Yamaha   | Звіт |
| 2008  | Мізано   | Габор Талмаші   | Aprilia  | Альваро Баутіста    | Aprilia  | Валентіно Россі | Yamaha   | Звіт |
| 2007  | Мізано   | Маттіа Пасіні   | Aprilia  | Хорхе Лоренсо       | Aprilia  | Кейсі Стоунер   | Ducati   | Звіт |
|       |          |                 |          |                     |          |                 |          |      |
| Сезон | Траса    | 125cc           | 125cc    | 250cc               | 250cc    | 500cc           | 500cc    | Звіт |
| Сезон | Траса    | Гонщик          | Виробник | Гонщик              | Виробник | Гонщик          | Виробник | Звіт |
| 1993  | Муджелло | Дірк Родіс      | Honda    | Лоріс Капіроссі     | Honda    | Мік Дуейн       | Honda    | Звіт |
|       |          |                 |          |                     |          |                 |          |      |
| 1991  | Муджелло | Пітер Оттль     | Rotax    | Лука Кадалора       | Honda    | Вейн Рейні      | Yamaha   | Звіт |

| Сезон | Траса    | 80cc              | 80cc     | 125cc           | 125cc     | 250cc          | 250cc         | 500cc           | 500cc    | Звіт |
| Сезон | Траса    | Гонщик            | Виробник | Гонщик          | Виробник  | Гонщик         | Виробник      | Гонщик          | Виробник | Звіт |
| ----- | -------- | ----------------- | -------- | --------------- | --------- | -------------- | ------------- | --------------- | -------- | ---- |
| 1987  | Мізано   | Мануель Еррерос   | Derbi    | Фаусто Грезіні  | Garelli   | Лоріс Реджиані | Aprilia-Rotax | Ренді Мамола    | Yamaha   | Звіт |
| 1986  | Мізано   | П'єр Паоло Б'янкі | Seel     | Аугуст Аурінгер | MBA       | Тадахіо Тайра  | Yamaha        | Едді Лоусон     | Yamaha   | Звіт |
| 1985  | Мізано   | Хорхе Мартінес    | Derbi    | Фаусто Грезіні  | Garelli   | Карлос Лавадо  | Yamaha        | Едді Лоусон     | Yamaha   | Звіт |
| 1984  | Муджелло | Герхард Вайбель   | Real     | Мауріціо Віталі | MBA       | Манфред Ерве   | Real-Rotax    | Ренді Мамола    | Honda    | Звіт |
| Сезон | Траса    | 50cc              | 50cc     | 125cc           | 125cc     | 250cc          | 250cc         | 500cc           | 500cc    | Звіт |
| Сезон | Траса    | Гонщик            | Виробник | Гонщик          | Виробник  | Гонщик         | Виробник      | Гонщик          | Виробник | Звіт |
| 1983  | Імола    | Рікардо Тормо     | Garelli  | Мауріціо Віталі | MBA       |                |               | Кенні Робертс   | Yamaha   | Звіт |
| 1982  | Муджелло | Юджиніо Лаццаріні | Garelli  |                 |           | Антон Манг     | Kawasaki      | Фредді Спенсер  | Honda    | Звіт |
| 1981  | Імола    | Рікардо Тормо     | Bultaco  | Лоріс Реджиані  | Minarelli | Антон Манг     | Kawasaki      | Марко Люччинелі | Suzuki   | Звіт |

### Список мотогонщиків, які загинули під час Гран-Прі Сан Марино
| Дата       | Гонщик       | Клас  |
| ---------- | ------------ | ----- |
| 05.09.2010 | Шоя Томізава | Moto2 |

## Цікаві факти
- Насправді Мото Гран-Прі Сан Марино відбувається не у Сан-Марино, а на території Італії. У зв'язку з тим, що в Італії відбується одне Гран-Прі, ці змагання отримали таку назву.